# Чжу Да
Чжу Да (кит. 朱耷, пиньинь Zhū Dā, 1626 — 1705) — китайский художник, поэт и каллиграф времён империи Цин, известен под псевдонимом Бада Шаньжэнь (кит. 八大山人), человек с горы Бада.

## Биография
В 1644 году укрылся от маньчжурских войск в буддистском монастыре, в 1648 году стал монахом. В 1672 году покинул монастырь, вёл жизнь странствующего монаха-художника. Отличался эксцентричным поведением, резкими переменами настроений. Дружил и переписывался с Шитао. В 54 года порвал с монашеской жизнью и женился. О его жизни сложено множество легенд.
В честь Чжу Да назван кратер на Меркурии.

## Творчество
Мастер пейзажа, живописи цветов и птиц.
- Птицы на ветке, лист из альбома «Добрый вечер» (《安晩帖》, 1694). Sumitomo Collection, Сэн-оку Хакуко кан[англ.][5]